# François Trinh-Duc
François Trinh-Duc (Montpellier, 11 november 1986) is een Franse rugbyspeler, spelend als fly-half of driekwarter. Momenteel speelt hij voor Montpellier HR. Trinh-Duc wordt gezien als een van de grootste rugbytalenten van Frankrijk.

## Loopbaan
François Trinh-Duc groeide op in Montpellier als afstammeling van een Vietnamese grootvader van vaders kant. Deze grootvader emigreerde in de jaren vijftig van de twintigste eeuw van Indochina naar Agen. Het rugby ontdekt François in zijn jeugdjaren op de rugbyschool van Pic Saint-Loup, waar hij ook zijn latere ploeggenoot van Montpellier Fulgence Ouedraogo ontmoet.
Trin-Duc werd voor het eerste geselecteerd voor de Franse nationale ploeg voor de wedstrijd tegen Schotland op 3 februari 2008. In zijn internationale loopbaan heeft hij tot op heden tweemaal de gouden talent trofee mogen ontvangen voor zijn optreden tijdens interlandwedstrijden.

## Erelijst
- Zeslandentoernooi
  - 2010